# Mode de production
Ne doit pas être confondu avec Moyen de production ou Facteur de production.
Le mode de production est la façon dont sont traités les facteurs de production pour aboutir à un produit ou service disponible pour les demandeurs.
Il s'agit plus précisément chez Marx du concept central de son analyse qui renvoie à un moment historique de production sociale et à son organisation associée. Le capitalisme est selon lui le mode de production actuel, qui a été précédé par l'esclavagisme et le féodalisme, et sera suivi du communisme. Selon Marx, un mode de production se caractérise en son sein par la présence et le mouvement (et la contradiction interne possible) entre les forces productives et les rapports de productions. Les "forces productives" représentent la force de travail et les techniques des humains au sein d'un mode de production donné, tandis que les "rapports de productions" représentent les rapports sociaux socio-économiques caractérisant l'organisation des relations sociales entre les hommes dans la mise en œuvre des forces productives et commandant en même temps la répartition des fruits de la production (par exemple, sous le capitalisme, la révolution industrielle représente un état d'évolution des forces productives et de la technique, tandis que la relation en classes sociales entre le prolétariat moderne et la bourgeoisie capitaliste exploiteuse représente les rapports sociaux de productions). 
La promotion de « modes de production plus durables » fait partie de la stratégie de l'Union européenne en faveur du développement durable, en vue d'une gestion durable des ressources naturelles[source secondaire nécessaire].

## Enjeux
Choisir un mode de production lors de la création d'une entreprise est un acte fondateur qui permet de positionner la stratégie de l'entreprise. En effet le mode de production en continu peut permettre d'envisager par exemple une stratégie de domination par les coûts. Une production unitaire aussi envisageable pour la production de produits dont l'image de marque est le luxe. Le mode de production est aussi le mode d'urbanisation de l'entreprise ou du système d'information.

## Typologies
Platon est le premier philosophe à penser la division du travail comme l'origine de la société.

### L'approche marxienne
Plus tard Karl Marx nomme mode de production la combinaison des deux facteurs suivants :
- forces productives ;
- rapports de production.

Les antagonismes entre les deux conditionnent dans sa vision le passage d'un mode de production à un autre. Il entend donc définir l'histoire de l'humanité comme celle de ses modes de production au cours des âges.
Il distingue les suivants :
- asiatique (grands investissements par l'État + subordination directe de chaque personne et chaque cellule sociale à l'État) ;
- antique (agriculture, artisanat + esclavage) ;
- féodal (agriculture individualisée + servage, combiné à l'artisanat et au système des corporations dans les villes) ;
- capitaliste (industrie en premier lieu sur la base de la propriété privée capitaliste + prolétariat) ;
- communiste (production socialiste + société sans classes sociales et sans État comme mode de production qui n'est pas encore advenu).

La question de la typologie des différents modes de production a été l'objet de nombreux débats au sein de la tradition marxiste. Elle a été étudiée par Althusser et ses disciples comme Pierre-Philippe Rey, mais aussi plus récemment par l'historien Jairus Banaji.

### L'approche économique

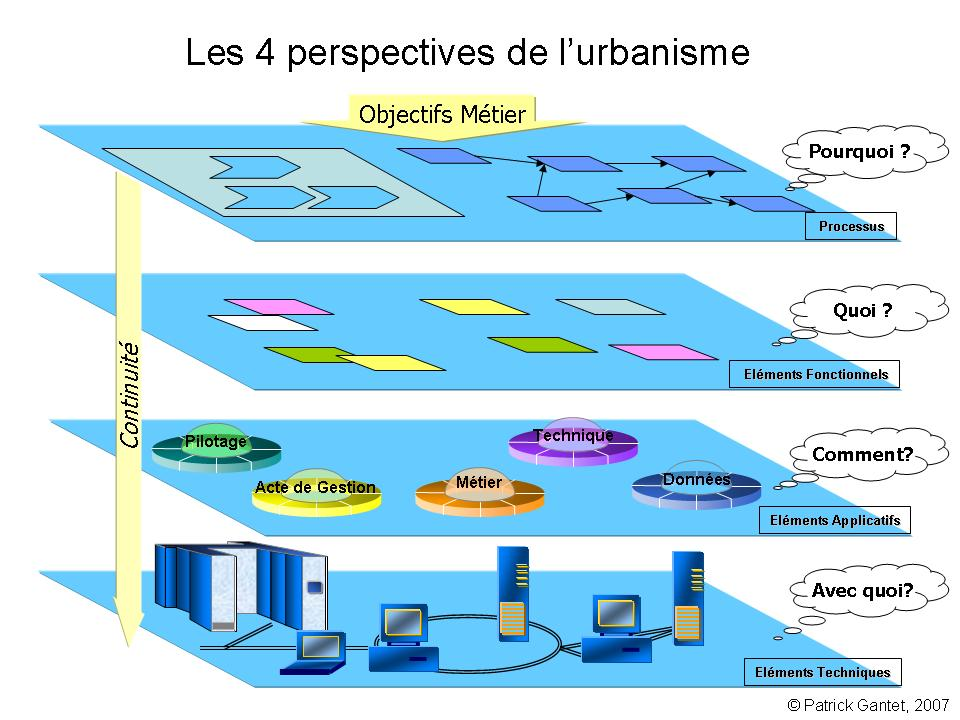
Questions à se poser pour envisager un mode de production.

Il est possible de distinguer cinq modes de production de biens ou services en management.
- La production unitaire : elle a pour avantage d'autoriser une plus grande qualité et flexibilité de la production.
- La production par lot : elle permet de tendre le flux de la production tout en autorisant une certaine flexibilité.
- La production en série : elle permet d'augmenter les économies d'échelle.
- La production en continu : elle permet d'augmenter les économies d'échelle par une automatisation complète et une utilisation de la chaîne en continu.
- La production de masse : elle se caractérise par une standardisation encore plus importante des composants utilisés lors de la production.

## Évolution et complexification du concept
Nous assistons à une complexification du mode de production par coexistence de forces et rapports divers.
Pour prendre un exemple parmi d'autres, la mouvance du libre se développe par l'émergence d'un sixième mode de production constitué d'un autre couple :
Internet + contributeurs bénévoles
qui n'a pas encore reçu de nom (ce pourrait être l'un des éléments du phénomène bien plus large et divers de l'âge post-industriel).
Il est à l'œuvre dans des réalisations comme les projets GNU, Linux, SETI@home, SourceForge.net, Généthon, Slashdot et Wikipédia, pour ne citer qu'eux. Il ne remplace pas le mode de production capitaliste, et n'a pas vocation à le faire, mais se juxtapose parfois harmonieusement à lui (usage de Linux par IBM) et entre parfois en conflit ouvert avec lui sur certains créneaux :
- concurrence croissante de Linux avec les déclinaisons « serveur » du système Windows ;
- diffusion par les systèmes P2P vs. majors du disque ;
- etc.

Selon Howard Rheingold, ce genre d'escarmouche aux frontières des deux systèmes va croître à court terme.
- Howard Rheingold : Smart mobs : the next social revolution (2001)